# Tessō (Yōkai)

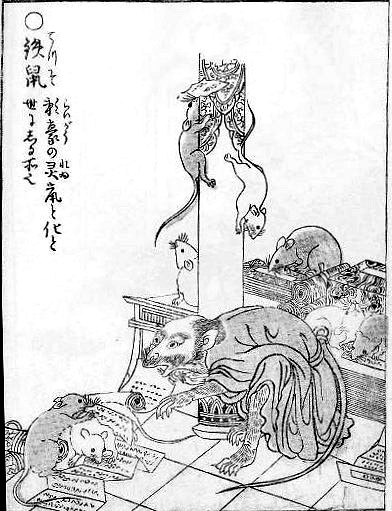
Tessō aus Sekiens Gazu Hyakki Yagyō.

Tessō (鉄鼠; „Eiserne Ratte“), auch Tetsūso gelesen, ist der Name eines fiktiven Wesens der japanischen Folklore aus der Gruppe der Yōkai (妖怪; „Dämonen“) und Onryō (怨霊; „Rachegeister“). Das Wesen wird ebenfalls Raigō-nezumi (頼豪鼠; „Raigōs Ratte“) genannt. Es soll auf den Fluch eines entehrten und gekränkten Priesters zurückgehen, der in seinem Zorn durch übermäßiges Fasten und Beten starb.

## Beschreibung
Tessō erscheinen, je nach Überlieferung, als ochsengroße Ratten oder als Wer-Ratten in anthropomorpher Gestalt. Als Yōkai sollen sie aufrecht gehen, sprechen und die menschliche Sprache verstehen können. Sie können vorgeblich sogar gänzlich menschliche Gestalt annehmen und sich als Bettelmönche oder Priester ausgeben. Ihnen wird außerdem nachgesagt, dass sie mitunter einfache Ratten (aber auch Mäuse) verhexen und zu koordinierten Überfällen und Plünderungszügen aufwiegeln.

## Legenden
Gemäß einer uralten Legende wünschte sich der ältliche Kaiser (Tennō) Shirakawa sehnlichst einen Sohn. Doch das Glück schien ihm nicht gewogen. So bat er schließlich den Priester und Schamanen Raigō um Hilfe. Dieser versprach ihm, einen Zauber zu wirken und göttliche Geister um Beistand zu bitten. Als Gegenleistung bat Raigō um die Errichtung eines Schreins im nahegelegenen Miidera-Tempel. Shirakawa willigte ein und am 16. Dezember 1074 wurde der Prinz Atsufumi geboren. Doch bald darauf kam es zu einem erbitterten Streit zwischen Shirakawa, Raigō und dem Abt des Enryakuji-Tempels (in dem die gegnerische Sekte Raigōs wirkte). Schließlich gab Shirakawa nach und Raigō ging leer aus. Zutiefst gekränkt schwor Raigo Rache und betete sich im wahrsten Sinne des Wortes zu Tode. Im Augenblick des Dahinscheidens verwandelte er sich der Sage nach in eine gigantische Ratte, die ihre Macht aus der Lebenskraft des Prinzen bezogen hatte. Der kleine Prinz starb im zarten Alter von vier Jahren. Im Anschluss soll Raigō gemeinsam mit einer Armee aus Ratten den Enryakuji-Tempel überfallen, verwüstet und verdreckt haben. Um den rachsüchtigen Geist zu besänftigen, ließ der Kaiserhof einen kleinen Rattenschrein bei Ōtsu errichten. 

## Hintergründe
Das japanische Wort Nezūmi (鼠; wörtl. „Nager“) bedeutet sowohl „Maus“ als auch „Ratte“. Dies schlägt sich auch in der Namensendung …ūso (鼠) nieder, die mit demselben Kanji geschrieben wird. Diese sprachliche Eigenart führt nicht selten zu Wirrungen, wenn es um die Frage geht, welches Tier denn nun tatsächlich gmeint ist. Inzwischen ist man jedoch dazu übergegangen, Ratten als Ōnezūmi (大鼠; wörtl. „Riesen-Nager“) zu bezeichnen.
Erste Überlieferungen um die Legende von Raigō wurden bereits während der späten Heian-Zeit verfasst. Der in den Legenden erwähnte Tennō Shirakawa lebte wirklich, er war der 72. Tennō von Japan und regierte von 1073 bis 1087. Auch der Priester Raigō hat wirklich gelebt. Allerdings starb Raigō lange nach Atsufumis Tod, was der Überlieferung widerspricht und somit ihre Fiktionalität offenbart. Erstmalig erwähnt werden die Legenden in den Heike Monogatari (平家物語, „Erzählungen von den Heike“), die vermutlich von Akashi Kakuichi um 1371 als Abschrift älterer Schriften verfasst wurden. Weitere bekannte Erzählungen erscheinen im Kyōka Hyakku Monogatari (狂歌百物語; „Kyōka-Verse über 100 Dämonen“) von Rōjin Tenmei und Masasumi Ryūkansaijin aus dem Jahr 1853 und im berühmten Gazu Hyakki Yagyō (画図百鬼夜行; „Bilderbuch der Nachtparade der 100 Dämonen“) von Toriyama Sekien aus dem Jahr 1776. Sekien war es auch, der dem Wesen den Namen „Tessō“ gab. Bis dahin war es überwiegend unter dem Namen „Raigō-nezumi“ bekannt gewesen.